# 六旗肯塔基王國
肯塔基王国 （Kentucky Kingdom），是美國肯塔基州路易維爾一個主題公園機動遊樂場。

## 事件
園內有一部跳樓機，2007年6月21日發生嚴重意外，一名16歲少女在玩樂時，被一條斷裂墜落的鋼纜削去腳踝以下的雙足。出事的跳樓機原名為「Hell-a-Vator」，後稱「Superman Tower of Power」，在1995年10月啟用。